# Вишневский, Всеволод Витальевич

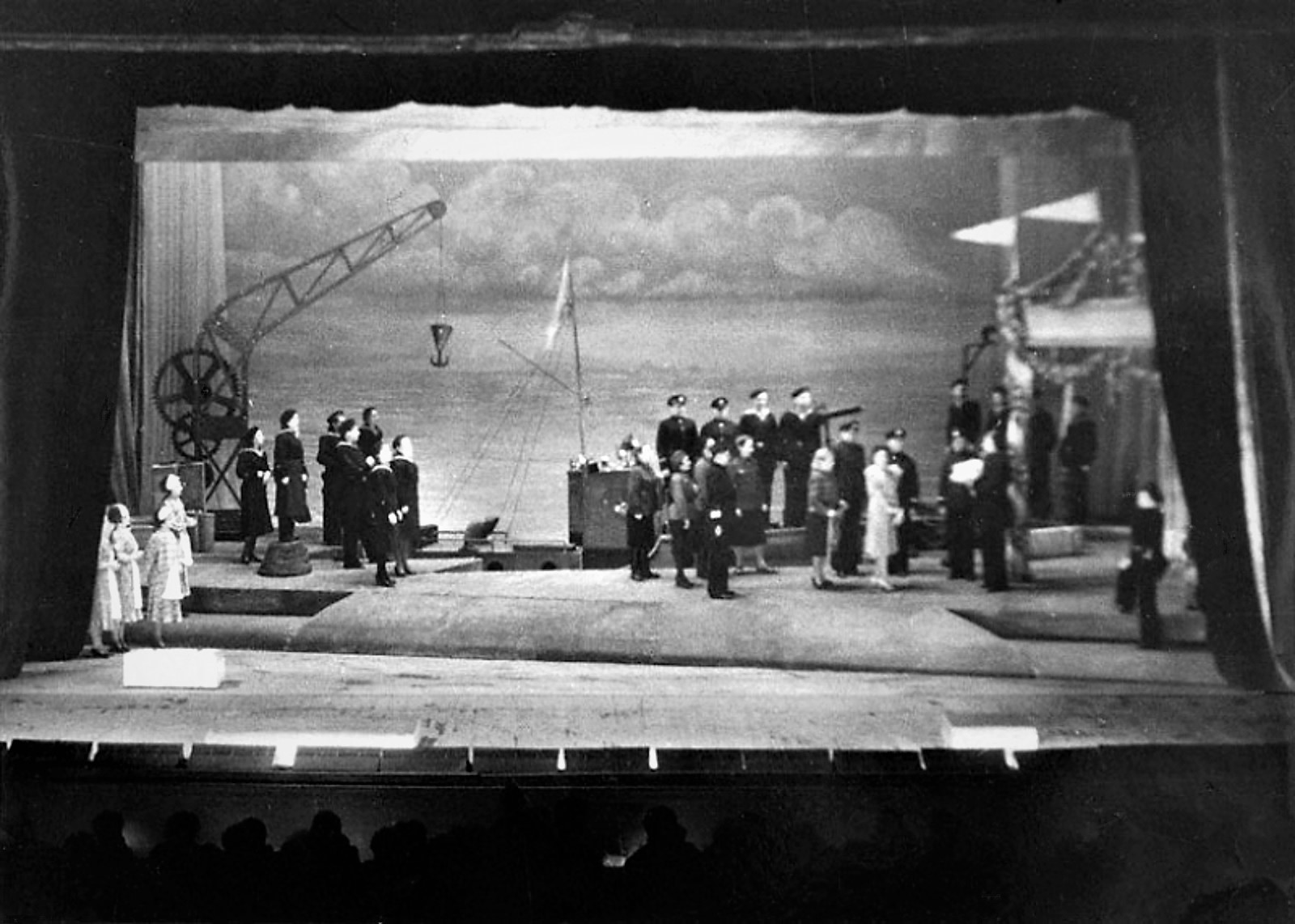
На сцене Ленинградской музкомедии идёт спектакль «Раскинулось море широко» Фото С. Струнникова. 1942

Все́волод Вита́льевич Вишне́вский (8 [21] декабря 1900, Санкт-Петербург, Российская империя — 28 февраля 1951, Москва, СССР) — русский и советский писатель, киносценарист и драматург, журналист, военный корреспондент. Лауреат Сталинской премии первой степени (1950).

## Биография
Был старшим ребёнком в семье потомственных дворян частного землемера Виталия Петровича Вишневского и Анны Александровны, урождённой Головачевской; венчание родителей состоялось 30 января 1900 года в церкви Св. Иоанна милостивого при Исидоровском доме убогих. Первый сын, названный Всеволодом, родился 8 (21) декабря 1900 года. Затем родились: 5 октября 1902 года — Борис, 29 апреля 1904 года — Георгий.
Окончил Первую Санкт-Петербургскую гимназию.
Во время Первой мировой войны сбежал на фронт, служил в Петровском полку, где был разведчиком, был ранен, награждён Георгиевским крестом и двумя медалями. Участвовал в вооружённом восстании в Петрограде в 1917 году, воевал на фронтах гражданской войны.
В 1918 году был бойцом 1-го морского берегового отряда, в 1918 — начале 1919 года — пулемётчиком корабля Волжской военной флотилии «Ваня-коммунист» № 5, в 1919 — начале 1920 года — пулемётчиком бронепоездов «Грозный» и «Коммунар» № 56 (входящего в состав Первой Конной армии).
Участник 2-го Папанинского десанта 9 ноября 1920 года в Крыму под Капсихорой в помощь Крымской повстанческой армии А. В. Мокроусова. Друг и соратник И. Д. Папанина.
Затем работал политработником на Черноморском и Балтийских флотах. Работал редактором журнала «Краснофлотец».
В 1920-е годы работал в Военно-морской академии, занимался реферированием и экспертной оценкой зарубежной технической литературы по флоту и смежным отраслям.
Начал публиковаться с 1920 года. В 1921 году поставил в Новороссийске под открытым небом массовое представление о Кронштадтском восстании «Суд над кронштадтскими мятежниками», длившееся восемь часов. Рукопись постановки не сохранилась. В 1929 году вышла его пьеса «Первая Конная». С 1930 года жил в Москве. Входил в группу «Литфронт».
В 1930-х написал пьесы «Мы из Кронштадта», «Последний решительный», «Оптимистическая трагедия» (1933).
Известен как активный противник Михаила Булгакова и Михаила Зощенко. В романе «Мастер и Маргарита» — персонаж «Мстислав Лаврович». Поддерживал деньгами в ссылке Мандельштама.
В 1936 по сценарию Вишневского был снят фильм «Мы из Кронштадта» (реж. Е. Л. Дзиган), популярность которого сопоставима с «Чапаевым» братьев Васильевых. Картина была одобрена С. М. Эйзенштейном, воспринявшим её как продолжение "эпического стиля советской кинематографии, который был начат… «Броненосцем „Потемкин“» (Эйзенштейн С. Избранные произведения: в 6 т. — М., 1968. — Т. 5. — С. 259)".
Участник антифашистского конгресса писателей в Испании в июле 1937 года. Принимал активное участие в разгроме группировки Авербаха — Киршона. Член ВКП(б) с 1937 года. Капитан 1-го ранга.
Участник советско-финляндской войны (1939—1940) и Великой Отечественной войны, корреспондент газеты «Правда». Награждён медалью «За боевые заслуги» (1940). Участник обороны Ленинграда. В годы Великой Отечественной войны Вишневский возглавлял оперативную группу писателей при политуправлении Балтфлота. По заданию последнего он вместе с А. А. Кроном и Вс. Б. Азаровым написал героическую комедию «Раскинулось море широко…», поставленную Ленинградским театром музыкальной комедии в 1942. Через год в Барнауле её воплотил на сцене Камерного театра А. Я. Таиров (музыку к спектаклю написал Г. В. Свиридов). Беспримерному подвигу ленинградцев в дни войны была посвящена пьеса Вишневского «У стен Ленинграда», подтвердившая его приверженность трагической теме. Она появилась на сценах Театра Краснознаменного Балтийского флота (1944) и Камерного театра (1945).
С 1944 года жил в Москве, был редактором журнала «Знамя» (1934—1948). Допустил к публикации повесть В. П. Некрасова «В окопах Сталинграда» изначально под названием «Сталинград» и включил В. Некрасова в список на Сталинскую премию. Именно при нём в журнале «Знамя» был напечатан ряд стихов А. А. Ахматовой, что послужило поводом для травли поэтессы. Позже сам отрёкся от неё (в статье в «Литературной газете» от 7 сентября 1946 года). Репрессии вызвала публикация повести Эммануила Казакевича «Двое в степи» (1948, № 5). Большая часть сотрудников «Знамени», в том числе и Всеволод Вишневский, были отстранены от работы.
В последней своей пьесе «Незабываемый 1919-й» (1949) Вишневский вернулся к теме Гражданской войны, обороны Петрограда. Приуроченная к 70-летию И. В. Сталина и одобренная им, эта пьеса, вопреки мнению самого автора, не стала достойным завершением его творческого пути[почему?], хотя и имела большой успех (была поставлена почти во всех драматических театрах страны, а в 1952 году вышел на экраны одноимённый фильм).

Могила Вишневского на Новодевичьем кладбище Москвы

Осенью и зимой 1950 года перенёс один за другим два инсульта, лишился речи. Умер 28 февраля 1951 года. Похоронен в Москве на Новодевичьем кладбище (участок № 2).
Жена — Софья Касьяновна Вишневская-Вишневецкая (1899—1962), художница.

## Воинские звания
- полковой комиссар (1941)
- бригадный комиссар (1942)
- капитан 2-го ранга (1943)

## Адреса в Санкт-Петербурге
1942—1944 — особняк В. О. Михневича — улица Профессора Попова, 10, деревянный дом.

## Адреса в Москве
Дом писателей в Лаврушинском переулке (дом № 17)
Дача № 2, проезд Вишневского в Писательском городке «Переделкино»

## Произведения
- За Власть Советов. Рассказы (1924)
- Первая Конная (1929)
- На Западе бой (1931)
- Последний решительный
- Оптимистическая трагедия (1933)
- Мы из Кронштадта (киносценарий)
- Мы, русский народ (роман-фильм)
- Первая Конная (киносценарий)
- Земля бессарабская (киносценарий)
- Раскинулось море широко (1942, совместно с Азаровым и А. А. Кроном)
- У стен Ленинграда (1944)
- Незабываемый 1919-й (1949)
- Война (роман, не закончен)

## Награды и премии
- Сталинская премия первой степени (1950) — за пьесу «Незабываемый 1919-й» (1949)
- два ордена Ленина (31.12.1936 — за заслуги в деле развития кинематографического искусства, выразившиеся в создании кинофильма «Мы из Кронштадта»; 1945[9])
- три ордена Красного Знамени (1930; 03.11.1944[10]; 23.09.1945)
- орден Трудового Красного Знамени (1951)
- орден Красной Звезды (04.11.1942)[11]
- орден «Знак Почёта» (31.01.1939)
- восемь медалей СССР (в том числе медаль «За боевые заслуги» (1940), медаль «20 лет РККА», Медаль «За оборону Ленинграда» № 98, Медаль «За победу над Германией в Великой Отечественной войне 1941—1945 гг.»[12])
- Георгиевский крест IV степени
- две Георгиевские медали III и IV степени

## Память
Именем драматурга названы:
- Улица Всеволода Вишневского в Москве.
- Улица Всеволода Вишневского в Санкт-Петербурге.
- Улица Всеволода Вишневского в Кронштадте.
- Два морских тральщика «Всеволод Вишневский» на Черноморском (1952—1975) и Северном (1976—1993) флотах.
- В СССР имя было присвоено Драматическому театру дважды Краснознамённого Балтийского флота в г. Лиепая — Драматический театр имени Вс. Вишневского ДКБФ.

## Архив
В Российском государственном архиве литературы и искусства находится большой фонд В. В. Вишневского, в котором хранится 5766 единиц хранения, охватывающих период с 1920 по 1938 годы. Документы представлены, в том числе, материалами «Театра РСФСР 1-го» и «Театра актёра», Государственного театра имени Вс. Мейерхольда, переписками, заметками и статьями. Также в РГАЛИ на хранении находится крупная библиотека Вишневского, включающая в себя книги с автографами и пометами.